# 拜罗勒
拜罗勒（法語：Bairols，法語發音：[bɛʁɔl]）是法国滨海阿尔卑斯省的一个市镇，位于该省中部，属于尼斯区。

## 地理
拜罗勒（43°58'53"N, 7°7'38"E）面积15.24 平方千米，位于法国普罗旺斯-阿尔卑斯-蓝色海岸大区滨海阿尔卑斯省，该省份为法国东南部沿海省份，南濒地中海，西南至瓦尔省，西北接上普罗旺斯阿尔卑斯省，北部和东部与意大利接壤。
与拜罗勒接壤的市镇（或旧市镇、城区）包括：克朗斯、伊隆斯、玛丽、马苏万、图尔内福尔。

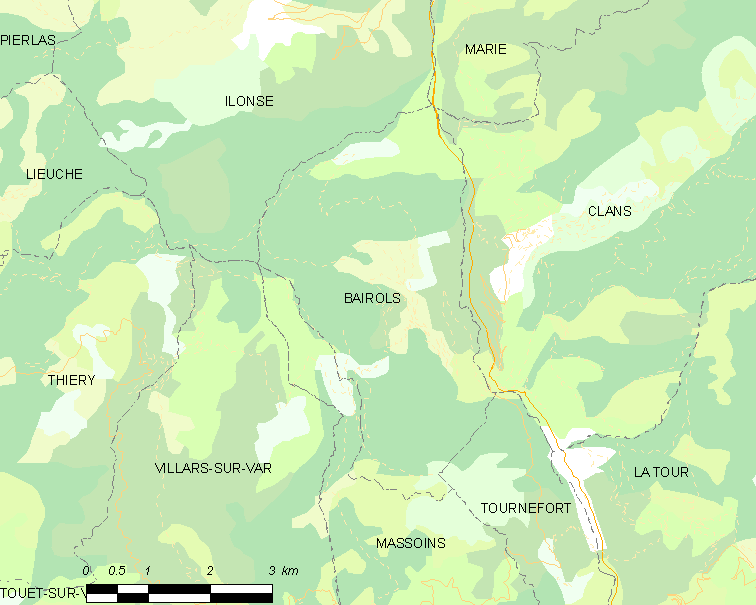
拜罗勒的OSM定位图

拜罗勒的时区为UTC+01:00、UTC+02:00（夏令时）。

## 行政
拜罗勒的邮政编码为06420，INSEE市镇编码为06009。

## 政治
拜罗勒所属的省级选区为旺斯县。

## 人口

1962-2008年间拜罗勒人口变化图示

拜罗勒于2022年1月1日时的人口数量为133人。